# Liane Sato
Liane Lissa Sato, född 9 september 1964 i Santa Monica i Kalifornien, är en amerikansk före detta volleybollspelare.
Sato tog brons vid VM 1990 och OS 1992. Hon var främst känd för sitt baklinjespel och som passare. Hennes bror Eric Sato spelade med USA:s herrlandslag i volleyboll. Hon har förutom volleyboll även spelat beachvolley.